# Toshiba
A Toshiba, avagy Toshiba Corporation (japánul: 株式会社東芝; Kabushiki-gaisha Tōshiba; Kabusiki-gaisa Tósiba) egy japán multinacionális vállalat-konglomerátum, székhelye Tokió, Japán.
A vállalat fő tevékenysége az infrastruktúra, fogyasztói termékek, elektronikus eszközök és részegységek, így fogyasztói elektronikai termékek, televíziók, laptopok gyártása. Az IC-gyártásban való részvétele is jelentős, a félvezetőgyártás területén az első 20 között van. 2009-ben a Toshiba volt a világ ötödik legnagyobb személyi számítógép szállítója, az amerikai Hewlett-Packard, Dell, a tajvani Acer és a kínai Lenovo után.
A Toshiba elektromos termékek, átfogó információs és kommunikációs eszközök és rendszerek, Internet-alapú megoldások és szolgáltatások, elektronikus alkatrészek és anyagok, energetikai rendszerek, ipari és szociális infrastrukturális rendszerek, és a háztartási gépek széles körű gyártója és forgalmazója.

## Története

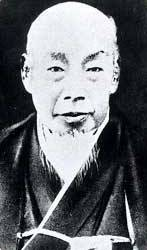
Az alapító, Tanaka Hiszasige

A cég 1939-ben alakult meg két vállalat összevonásából.
Egyik elődje, a Tanaka Hiszasige (田中 久重 (たなか ひさしげ); Hepburn: Tanaka Hisashige; 1799. szeptember 18. – 1881. november 7.) által 1875-ben alapított Tanaka Szeiszakuso (Tanaka Gépgyár), Japán első távírógyártó cége volt. Nevét 1904-ben Sibaura Szeiszakusóra (Sibaura Gépgyár) változtatták. A 20. század kezdetén a Sibaura a nehéz elektromos berendezések egyik fő gyártójává vált.
A másik alapító vállalat a Hakunecusa 1890-ben jött létre izzók gyártására. A cég más területeken is tevékenykedett, feldolgozó és egyéb fogyasztói termékek gyártásába fogott, és 1899-ben átnevezték Tokió Denki (Tokyo Electric) névre.
A Sibaura Szeiszakuso és a Tokió Denki 1939-es egyesülésekor létrehozott új cég neve Tokió Sibaura Denki (Tokyo Shibaura Electric, 东京 芝浦 电気 ) lett, innen származik a Toshiba név, amit eleinte nem hivatalosan használtak, azonban a cég 1978-ban hivatalosan is felvette a Toshiba Corporation nevet.
A Toshiba napjainkban harminc különálló kutatólaboratóriummal és több mint 300 leányvállalattal rendelkezik. Nagyon különböző termékeket gyárt Japánban, úgymint: erőművek, nagysebességű vonatok, mobiltelefonok, televíziók, hordozható számítógépek, DVD-lejátszók és -meghajtók, merevlemezek, SSD-k valamint az elektronikus tartozékok.

## Környezetvédelem

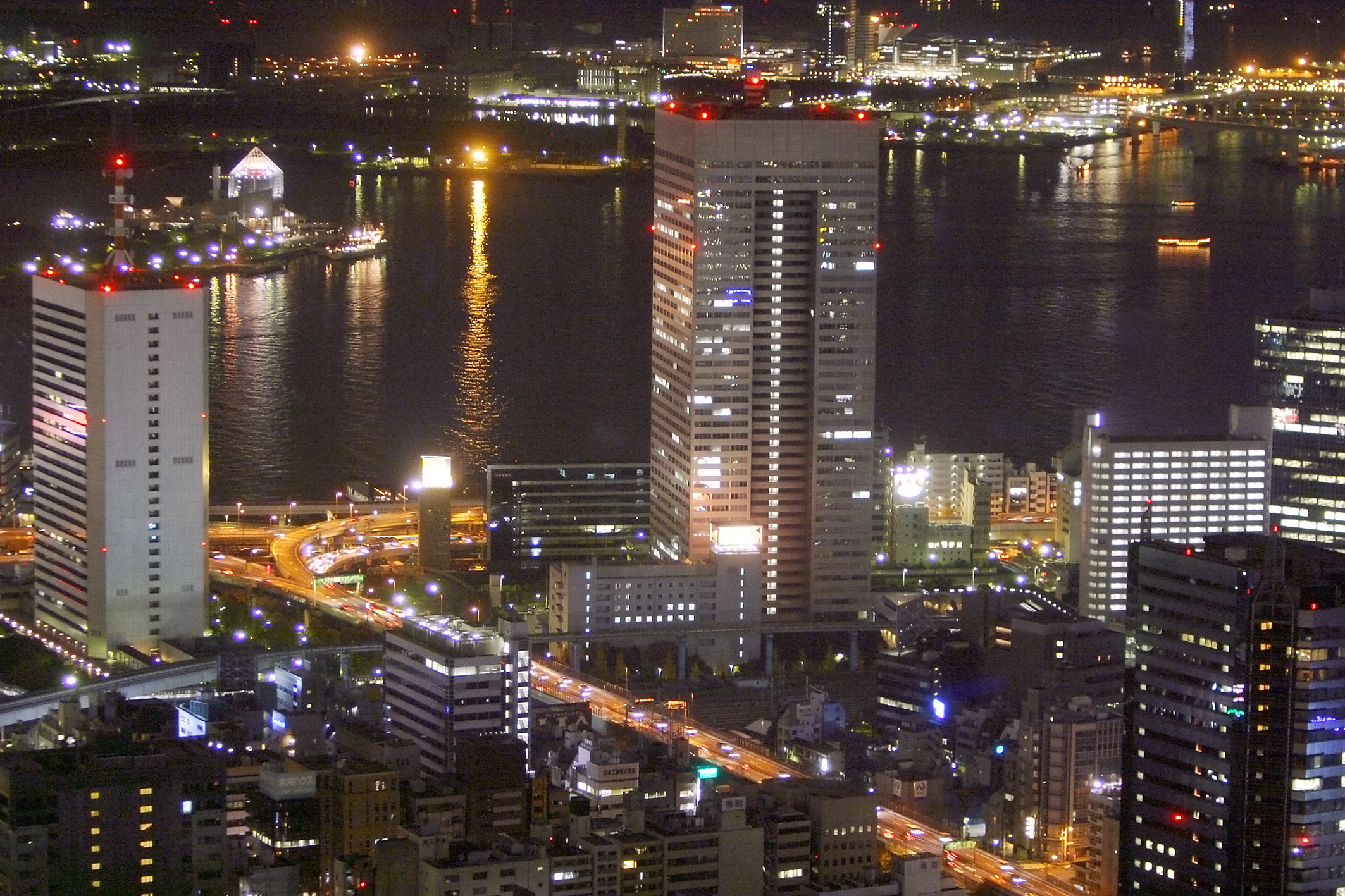
A vállalat központja Japánban

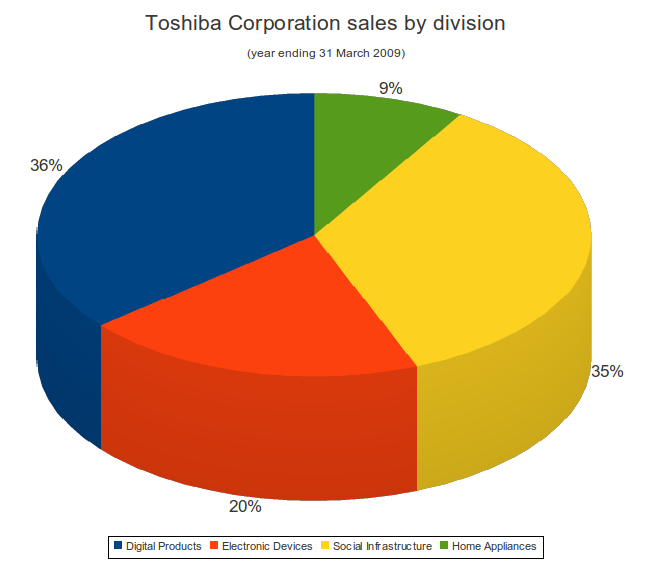
A Toshiba 2009-es eladási mutatói

A Toshiba vállalat kiemelten fontos helyen kezeli a környezettel kapcsolatos kérdéseket, a tevékenységéből fakadó környezeti károk minimalizálását. Ennek bizonyítéka, a vállalat Environmental Vision 2050 programja, mely új társadalmi szerepvállalásra ösztönöz és a környezetvédelmi problémák megoldására keres lehetőségeket.
A környezetvédelmi intézkedések közé tartozik a 2025-ig tartó, „Ültessünk 1,5 millió fát” mozgalom, világméretű erdőfejlesztési projekt.
2004 januárjában a Toshiba csatlakozott az ENSZ Globális Megállapodáshoz, amely önkéntes alapon tömöríti az üzleti szféra szereplőit. Életre hívását Kofi Annan ENSZ-főtitkár kezdeményezte 1999-ben, a Világgazdasági Fórum találkozóján.